# Robert Lax
Robert Lax (* 30. November 1915 in Olean, New York; † 26. September 2000 ebenda) war ein US-amerikanischer Dichter und Publizist. Er war das Kind jüdischer Einwanderer aus Österreich, konvertierte aber 1943 zum römisch-katholischen Glauben. Bekannt ist er für seinen asketischen Lebensstil sowie für seine minimalistische Lyrik.

## Leben
Während seines Studiums 1934 bis 1938 an der Columbia University in New York City bei Mark Van Doren freundete sich Lax mit Thomas Merton an, dem bekannten Trappisten-Mönch und Religionsphilosophen. Zu ihrem Freundeskreis am College gehörten Edward Rice, Ad Reinhardt, Bob Gibney, Seymour Freedgood und Nancy Flagg. Ad Reinhardt, ein bedeutender Maler der New York School, war ein Freund aus der High-School-Zeit. John Berryman war ein Kommilitone an der Columbia, Jack Kerouac (Columbia 1944), Allen Ginsberg (Jahrgang 1948), William S. Burroughs und Paul Bowles Bekannte.
Nach dem Studium unterrichtete Lax bis Ende 1941 Englisch am privaten katholischen St. Bonaventure College nahe seiner Heimatstadt Olean. 1941 arbeitete er für die Zeitschrift The New Yorker und in der sozialen Einrichtung Friendship House in New York City. 1943 unterrichtete er Englisch an der University of North Carolina at Chapel Hill. Er begann dort 1944 ein Ph.D.-Studium der Philosophie; Thema seiner Dissertation war Thomas von Aquin. 1945 schrieb Lax Filmkritiken für das Time Magazine und zog sogar nach Hollywood. Von 1946 bis 1948 war er Drehbuchautor im Samuel-Goldwyn-Filmstudio.
Nach einer weiteren kurzen Zeit als Englischlehrer zog Lax im Sommer 1949 mit dem Familienzirkus Cristiani durch den kanadischen Westen. 1950/51 lebte er in Paris, wo er für das kurzlebige New Story-Magazin arbeitete, und in Marseilles, im Sommer 1951 besuchte er Rom und reiste mit einem Zirkus durch Italien. Von 1953 bis 1967 war er ein Herausgeber („roving editor“) der von seinem Freund Ed Rice in New York gegründeten Zeitschrift Jubilee: A Magazine or the Church And Her People.
Im Jahr 1955 erschien mit Tree der erste Gedichtband von Robert Lax. 1956 begann er mit der Publikation von Pax, einem „kleinen Literaturmagazin“; die Ausgaben 1–18 erschienen in den Jahren 1956 bis 1962, einige zusätzliche Hefte um 1985.
Lax besuchte 1962 zum ersten Mal Griechenland. Im Frühjahr 1964 ließ er sich auf der Insel Kalymnos nieder und begann sein Eremitendasein. Nach zehn Jahren dort zog er nach Patmos. Er lebte dort in der Hafenstadt Skala. Erst kurz vor seinem Tode und krank kehrte er in seine Heimatstadt Olean zurück. Seinen Nachlass verwahrt das Lax Archiv der benachbarten St. Bonaventure University.

## Rezeption
Auf Patmos entstand von 1993 bis 1999 die Gemeinschaftsarbeit Three Windows. Nach den Vorgaben des Dichters realisierten die Filmemacher Nicolas Humbert und Wener Penzel Schwarz-Weiß-Filme. In der Video-Installation laufen die Filme auf drei Leinwänden zugleich nebeneinander ab.
Die deutschen Autoren Hartmut Geerken und Sigrid Hauff beschäftigten sich intensiv mit Lax und produzierten mehrere Lesungen, Hörspiele und Porträtsendungen für den BR Hörspiel und Medienkunst.
- Sigrid Hauff: is was – was is: Robert Lax. Mit Peter Fricke, Horst Raspe, Lorenz Meyboden. Regie: Herbert Kapfer. BR 1990. Als Podcast/Download im BR Hörspiel Pool.[3]
- Sigrid Hauff: Die innere Biografie des Robert Lax. Dreiteiliges Porträt. Circus/21 Pages/Journals. Mit Rainer Buck, Robert Lax. Regie: Herbert Kapfer. BR 1995. Als Podcast/Download im BR Hörspiel Pool.[4]
- Sigrid Hauff: Erinnerungen an meinen letzten Besuch bei Robert Lax. Mit Susanne Schröder. BR Hörspiel und Medienkunst 2015. Als Podcast/Download im BR Hörspiel Pool.[5]

Ende der 1990er Jahre inspirierte der Künstler die Berliner Band Vono, die ihm zu Ehren das Album LaxMania (1999) veröffentlichte.

## Werke
Englische Ausgaben
- Tree. The Hand Press, New York 1955.
- The Circus of the Sun. Journeyman, New York 1959.
- New Poems. Journeyman, New York 1962.
- Thought. Journeyman, New York 1966.
- A Poem for Thomas Merton. Journeyman, New York 1969.
- Three Poems. Journeyman, New York 1969.
- Fables. Journeyman, New York 1970.
- A Guide for the Perplexed. Journeyman, New York 1970.
- A Moment. Journeyman, New York 1971.
- Mostly Blue. Journeyman, New York 1971.
- Red Circle Blue Square. Journeyman, New York 1971.
- A Catch of Anti-Letters (mit Thomas Merton). Sheed, Andrews and McMeel, Kansas City 1978; Reprint 1994, ISBN 1-55612-712-X.
- New poems 1962–1985. Coracle, London / Ottenhausen, Aachen 1986, ISBN 3-922760-07-4.
- the light – the shade. Pendo, Zürich 1989, ISBN 978-3-85842-166-1
- 27th & 4th. Stride, Exeter 1994, ISBN 1-873012-66-7.
- Love had a Compass. Grove, New York 1996, ISBN 0-8021-1587-X.
- A Thing that is. New Poems. Overlook, Woodstock 1997, ISBN 0-87951-885-5.
- Circus Days & Nights. Overlook, Woodstock 2001, ISBN 1-58567-041-3.
- Hermit's Guide to Home Economics. New Directions, New York 2015, ISBN 978-0-8112-2329-4.

Deutsche oder mehrsprachige Ausgaben
- Wasser – Water – L’eau. Pendo, Zürich 1973, ISBN 3-85842-007-7 (Text dt., engl. und franz.; Fotos von Bernhard Moosbrugger)
- Circus – Zirkus – Cirque – Circo. Pendo, Zürich 1981, ISBN 3-85842-033-6 (dt., engl., franz. und span.)
- Episodes – Episoden. Pendo, Zürich 1983, ISBN 3-85842-073-5 (dt. und engl.)
- Fables – Fabeln. Pendo, Zürich 1983, ISBN 3-85842-074-3 (dt. und engl.)
- 21 pages – 21 Seiten. Pendo, Zürich 1984, ISBN 3-85842-090-5 (dt. und engl.)
- 33 poems. Meyer, Stuttgart 1987.
- Journal B – Tagebuch B. Pendo, Zürich 1988, ISBN 3-85842-156-1.
- Psalm & homage to Wittgenstein. Pendo, Zürich 1991, ISBN 3-85842-193-6 (dt. und engl.)
- Mogador’s book für Mogador. Pendo, Zürich 1992, ISBN 3-85842-237-1 (dt. und engl.)
- Journal D – Tagebuch D. Pendo, Zürich 1993, ISBN 3-85842-249-5.
- Dialogues – Dialoge. Pendo, Zürich 1994, ISBN 3-85842-284-3.
- Notes – Notizen. Pendo, Zürich 1995, ISBN 3-85842-295-9.
- Journal E. Hollywood journal – Tagebuch E. Pendo, Zürich 1996, ISBN 3-85842-312-2.
- Journal F – Tagebuch F. Pendo, Zürich 1997, ISBN 3-85842-312-2.
- The hill – Der Berg. Pendo, Zürich 1999, ISBN 3-85842-338-6.
- Moments. Pendo, Zürich 2000, ISBN 3-85842-385-8.
- Peacemaker’s handbook – Handbuch für Friedensstifter. Pendo, Zürich 2001, ISBN 3-85842-414-5.
- Mit Robert Lax die Träume fangen. Herder, Freiburg im Breisgau 2006, ISBN 3-451-05705-0.
- Poesie der Entschleunigung. Ein Lesebuch. Hrsg. v. Sigrid Hauff. Pendo, Zürich 2008, ISBN 978-3-86612-156-0.

### Hörstücke/Lesungen
- 21 pages. Mit Robert Lax. Produktion: BR 1994/99. Als Podcast/Download im BR Hörspiel Pool.[6]
- sun ra notes & numbers. Mit Robert Lax. Produktion: BR Hörspiel und Medienkunst 1999. Als Podcast/Download im BR Hörspiel Pool.[7]
- the hill. Mit Robert Lax. Aufnahme: Sigrid Hauff, Produktion: BR Hörspiel und Medienkunst 1999. Als Podcast/Download im BR Hörspiel Pool.[8]